# Manú
Emanuel Jesus Bonfim Evaristo mas conhecido como Manú (Setúbal, 28 de agosto de 1982) é um futebolista de Portugal.

## Carreira

### Alverca
Manu começou sua carreira de futebol nas categorias de jovens, onde jogou com o FC Alverca de 1999 até 2001. Para ganhar um pouco de experiência, foi emprestado no Lourinhanense que disputa a III Divisão - Série D.
Posteriormente, na mesma época, e em seu retorno de empréstimo, ele foi promovido na equipa profissional, com o FC Alverca, em 2002, por Carlos Pereira, ela entra em jogo durante o último dia do Campeonato Português, Alverca já ta despromovido na Liga de Honra, mas ele voltou a entrar no intervalo, com um cartão amarelo. A sua equipa perdeu (5-3) com cinco golos de Barata (gl), mas produziu uma meia hora de alto nível, ele entrou no intervalo e marcou as 85'.
Nos anos seguinte, o jovem jogador ainda está jogando tanto, mas é mais frequentemente usado como um Joker pelo seu treinador José Couceiro. Na temporada seguinte, conseguiu com o seu clube a ser promovido em breve depois de ter sido rebaixado da elite do Campeonato Português na temporada passada, ele jogou 18 jogos com 10 jogos titular no início do encontra, ele também marcou 1 golo o serviço da Alverca.
Seu clube conseguiu voltar para na elite do Campeonato Português, mas não atinge para salvar o clube novamente despromovido, na última jornada contra o Moreirense (1-3) 
, um ponto foi suficiente para salvar o clube, mas foi o Belenenses que consegue fugir, e ficar na primeira liga.

### Lourinhanense
Pouco antes de jogar seus primeiros jogos com o Alverca, ele foi emprestado durante o inverno no lado do Lourinhanense, para ganhar alguma experiência, há muito pouca informação com esse clube, mas sabemos que ele jogou um jogo da Taça de Portugal com o clube de Lourinhã.

### Benfica
Apresentado como um jovem jogador cheio de talento português, assinou num grande de Portugal, em 2004, mas ele é emprestado para adquirir rapidamente um pouco de experiência em vários clubes italianos, português e grego ao longo das temporadas.
Em seu retorno de uma temporada muito boa com o Estrela Amadora, na temporada 2005/2006, e em junho de 2006, Manú recebe e assina um contrato de quatro anos com o Benfica. Considerado pelo treinador Fernando Santos, ele começou a temporada no campo, e, assim, a sua estreia na Liga dos Campeões, contra o Áustria de Viena e o FC Copenhaga. Mas, confrontado com os jogadores internacionais como Kostas Katsouranis e Simão Sabrosa, Manu tem muitos dificuldades
, e se resigna a passar a maior parte de seu tempo no banco. Ele vai jogar um total de 11 jogos, incluindo duas titular, antes de ser emprestado novamente.

### Modena
Depois de ser contratar pelo Benfica, ele foi diretamente emprestado, e foi na Itália, que foi emprestado ao clube de Modena FC, sem ter a oportunidade de brilhar. Ele jogou um total de 5 partidas, sobre um empréstimo de seis meses.

### Carpenedolo
Depois de sua curta passagem por empréstimo na Modena FC, ele foi jogar para o clube de AC Carpenedolo (en), mas não é um grande sucesso, mas com um começo encorajador para o futuro. Ele jogou 14 jogos e 2 golos até ao final da temporada.

### Estrela Amadora
De regresso a Portugal, foi novamente emprestado durante a temporada 2005/2006 no Estrela da Amadora. Desta vez, o empréstimo é um sucesso, ele joga 31 jogos para 7 golos. Melhor artilheiro do seu clube, ele pode pegar um bom lugar na 9° lugar, depois de obter a sua promoção na primeira divisão o ano passado.

### AEK Atenas
Mais uma vez, o Benfica decidiu emprestar-lo para o verão de 2007, apesar do interesse do Udinese e de Parma, mas foi no AEK Atenas, que leva o jogador. Mas, novamente, o Português não é décisivo, e jogou apenas fim de jogos. Não jogou 18 jogos sem golos com o clube grego.

### Marítimo
Depois de regressar a Lisboa, mudou-se definitivamente para o Marítimo. Após vários meses de adaptação ao sistema táctica de Lori Sandri, Manu toma o seu lugar na equipa titular, e disputas cerca de vinte jogos com o clube da Madeira. A temporada seguinte jogou mais, e mesmo se ele não marca muitas vezes (ele é mas eficaz, a empatar cada vez de jogos), oferece muitas assistências, e ganhou um lugar de qualificação para a Taça UEFA. No entanto, em 2010, ele está num fim de contrato no final de dois anos com o clube madeirense.

### Legia Varsóvia
O 9 de junho de 2010, Manú assinar um contrato por três anos no Legia Varsóvia, o clube polaco da primeira divisão, depois de estar livre do fim de contrato que se liga com o Marítimo, o seu antigo clube. O clube da capital pretende fazer um homem forte para o seu ala direito, e aproveitar a sua velocidade e técnica, diz o seu vice-presidente Leszek Miklas (pl). O 13 de agosto, ele jogou seu primeiro jogo no clássico contra o Polónia Varsóvia, a sua equipa inclina-se fortemente (0-3). Durante as semanas que leva cada vez, ele tenha mais importância na equipa polaca, animando o jogo da sua equipa na ala direita e muitas vezes foi a causa dos golos com o Legia.
A Sua primeira temporada foi marcante, porque ele ganhou a Copa da Polônia em 2011 (en).

## Títulos

### Legia Varsóvia
- Copa da Polônia : 2 vezes — 2011 (en), 2012 (en)